# Mauricio Zambrano
Mauricio Zambrano fue un político peruano. 
Fue elegido diputado suplente por la provincia de Urubamba en 1901 durante los gobiernos de Eduardo López de Romaña, Manuel Candamo, Serapio Calderón y José Pardo y Barreda. Fue reelegido en 1907 hasta 1912 durante los gobiernos de José Pardo y Barreda y el primero de Augusto B. Leguía.